# Sotpannad taggstjärt
Sotpannad taggstjärt (Synallaxis frontalis) är en fågel i familjen ugnfåglar inom ordningen tättingar.

## Utseende och läte
Sotpannad taggstjärt är en medelstor taggstjärt med svart strupe. Den har vidare rostfärgad hjässa, vingar och stjärt som kontrasterar med brun rygg och ljusgrått i ansiktet och på buken. Sången består av en ljus serie med "tepee-tepee" som upprepas under långa stunder.

## Utbredning och systematik
Sotpannad taggstjärt behandlas antingen som monotypisk eller delas in i två underarter med följande utbredning:
- Synallaxis frontalis frontalis – förekommer i östra och centrala Brasilien till Paraguay, Uruguay och norra Argentina
- Synallaxis frontalis fuscipennis – förekommer i östra Bolivia och nordvästra Argentina

## Levnadssätt
Sotpannad taggstjärt hittas i öppet skogslandskap, skogsbryn och savann.

## Status och hot
Arten har ett stort utbredningsområde och tros öka i antal. Internationella naturvårdsunionen IUCN listar den därför som livskraftig (LC).